# یوتژ
یوتژ (به صربی: Ljutež) یک منطقهٔ مسکونی در صربستان است که در ولادیچین خان واقع شده‌است. یوتژ ۲۸۱ نفر جمعیت دارد.